# NGC 218
NGC 218 је спирална галаксија у сазвежђу Андромеда која се налази на NGC листи објеката дубоког неба.
Деклинација објекта је + 36° 21' 33" а ректасцензија 0h 41m 44,7s. Привидна величина (магнитуда) објекта NGC 218 износи 14,3 а фотографска магнитуда 15,2. NGC 218 је још познат и под ознакама UGC 440, MCG 6-2-13, CGCG 519-17, PGC 2493.